# Emmanuelle Seyboldt
Emmanuelle Seyboldt, née Carrière le 18 août 1970 à Lunel, est une pasteure française. Elle est présidente du Conseil national de l'Église protestante unie de France de 2017 à 2025.

## Biographie

### Enfance et formation
Son père est professeur de physique-chimie, passionné de musique et engagé dans l'Église réformée de Saint-Étienne. Après le bac, elle suit une année d'Histoire puis en 1989 commence à dix-neuf ans des études à la faculté de théologie protestante de Paris et de Montpellier.

### Pasteure protestante
Elle devient pasteure à vingt-quatre ans, en 1994. Son premier ministère est dans la paroisse de Saint-Laurent-du-Pape, en Ardèche. De 1999 à 2006 elle est pasteure à Châtellerault, s'engage dans la catéchèse des enfants et dans le dialogue interreligieux. Elle est alors également aumônière du centre hospitalier universitaire de Poitiers.
Elle s'installe ensuite à Cavaillon (Vaucluse) et de 2007 à 2012 est chargée de mission de l'équipe nationale de catéchèse de l'Église réformée de France. Elle est rédactrice en chef du journal protestant Échanges, de la région Provence-Alpes-Corse-Côte d’Azur. Elle participe à la création de l’association de la Presse régionale protestante, dont elle est présidente de 2014 à 2016,.
En 2013, elle est pasteure au l'Église du Saint-Esprit de Besançon. Elle est en parallèle présidente du conseil régional de la région Est de l'Église réformée de France. À la création de la région unie Est-Montbéliard de l'Église protestante unie de France, elle est élue vice-présidente du conseil régional, fonction qu'elle exerce jusqu'en 2016,,.
Le 26 mai 2017, au cours du synode national de Lille, elle est nommée présidente du conseil national de l'Église protestante unie de France,,,,.

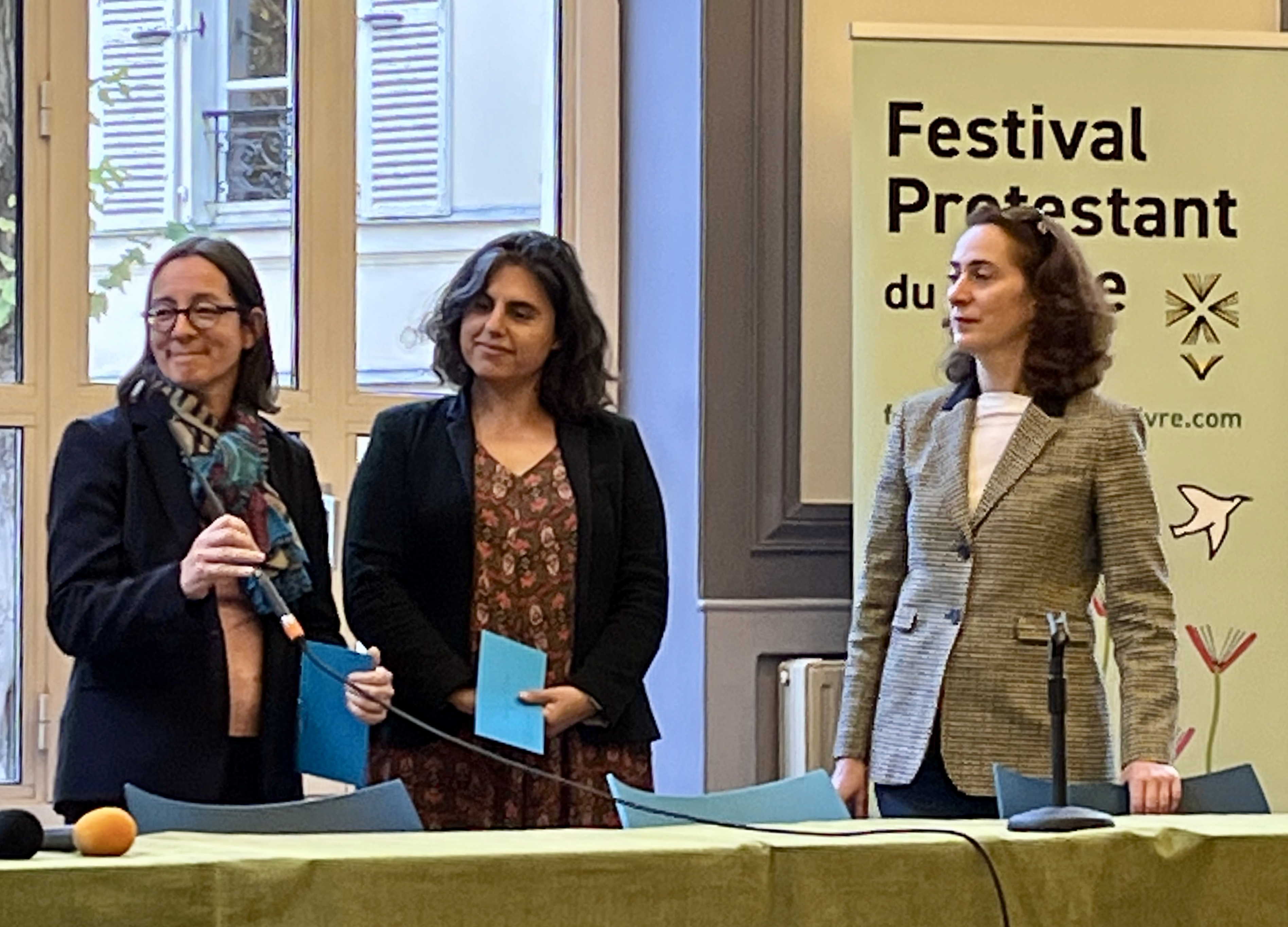
De gauche à droite : Emmanuelle Seyboldt, Floriane Chinsky et Kahina Bahloul, Festival protestant du livre 2022.

Emmanuelle Seyboldt a rendu compte des travaux du Synode national à Grenoble en mai 2019,,. En 2021, elle est réélue à la présidence. En 2025, le pasteur Christian Baccuet lui succède.

### Vie privée
Divorcée, elle est remariée à un pasteur d'origine allemande. Elle est à la tête d'une famille recomposée de sept enfants,.

## Décorations
- Chevalier de la Légion d'honneur, 13 juillet 2019[17].

## Ouvrages
- Sur le chemin de Jésus, j’ai rencontré…, Olivetan, 2008, 226 p. (ISBN 9782354790332)
- Noël un cadeau, collectif, Éditions Olivétan. 2012, 138 p.
- Bible en lumière, Ancien Testament, éd. Méromédia. 2012, CD/DVD
- Kahina Bahloul, Floriane Chinsky et Emmanuelle Seyboldt, Des femmes et des dieux, Paris, Les Arènes, 2021, 256 p. (ISBN 979-1037505217)